# Symplococarpon purpusii
Symplococarpon purpusii là một loài thực vật có hoa trong họ Pentaphylacaceae. Loài này được (Brandegee) Kobuski miêu tả khoa học đầu tiên năm 1941.